# Ahmetovci
Ahmetovci (cyr. Ахметовци) – wieś w Bośni i Hercegowinie, w Republice Serbskiej, w gminie Novi Grad (Republika Serbska). W 2013 roku liczyła 128 mieszkańców.